# Trentepohlia metatarsatra
Trentepohlia metatarsatra är en tvåvingeart som beskrevs av Alexander 1920. Trentepohlia metatarsatra ingår i släktet Trentepohlia och familjen småharkrankar. Inga underarter finns listade i Catalogue of Life.